# Galeodes starmuehlneri
Galeodes starmuehlneri är en spindeldjursart som beskrevs av Roewer 1952. Galeodes starmuehlneri ingår i släktet Galeodes och familjen Galeodidae. Inga underarter finns listade i Catalogue of Life.